# سرفيل أنطرسكي شمالهوزني
سرفيل أنطرسكي شمالهوزني (الاسم العلمي:Anthriscus schumalhauenii) هو نوع من النباتات يتبع جنس السرفيل الأنطرسكي من الفصيلة الخيمية.